# 旧制中等教育学校の一覧 (三重県)
三重県における旧制中等教育学校の一覧（きゅうせいちゅうとうきょういくがっこうのいちらん）とは、学制改革前（第二次世界大戦前）の三重県内での旧学制の中等教育学校をまとめた一覧である。

## 旧制中学校

### 公立
- 津中学校（1880年）⇒ 三重県第一尋常中学校 ⇒ 三重県第一中学校 ⇒ 三重県立第一中学校 ⇒ 三重県立津中学校 ⇒《新制・統合》三重県津高等学校 ⇒ 三重県立津高等学校（1951年）
- 三重県第二尋常中学校（1899年）⇒ 三重県第二中学校 ⇒ 三重県立富田中学校 ⇒《新制・統合》三重県四日市高等学校 ⇒ 三重県立四日市高等学校（1955年）
- 三重県第三尋常中学校（1899年）⇒ 三重県第三中学校 ⇒ 三重県立上野中学校 ⇒《新制・統合》三重県上野北高等学校 ⇒（1949年：統合）三重県上野高等学校 ⇒ 三重県立上野高等学校（1955年）
- 三重県第四尋常中学校（1899年）⇒ 三重県第四中学校 ⇒ 三重県立宇治山田中学校 ⇒《新制・統合》三重県宇治山田高等学校 ⇒ 三重県立宇治山田高等学校（1955年）
- 三重県立神戸中学校（1920年）⇒《新制・統合》三重県神戸高等学校 ⇒ 三重県鈴鹿高等学校 ⇒ 三重県神戸高等学校 ⇒ 三重県立神戸高等学校（1955年）
- 三重県立木本中学校（1920年）⇒《新制・統合》三重県木本高等学校 ⇒ 三重県立木本高等学校（1955年）
- 桑名町立桑名中学校（1923年）⇒ 三重県立桑名中学校 ⇒《新制・統合》三重県桑名高等学校 ⇒ 三重県立桑名高等学校（1955年）
- 尾鷲町立尾鷲中学校（1923年）⇒ 三重県立尾鷲中学校 ⇒《新制・統合》三重県尾鷲高等学校 ⇒ 三重県立尾鷲高等学校（1955年）
- 三重県立松阪中学校（1946年）⇒《新制・統合》三重県松阪南高等学校 ⇒（統合）三重県松阪高等学校南校舎 ⇒ 三重県松阪南高等学校 ⇒ 三重県松阪高等学校 ⇒ 三重県立松阪高等学校（1955年）

### 私立
- 勧学堂（1714年）⇒ 貫練場 ⇒ 貫練教校 ⇒ 真宗勧学院中等科 ⇒（1900年：中学校認可）⇒ 高田中学校（1934年）⇒《新制》高田高等学校
- 励精館 ⇒ 三重県励精中学校（1921年）⇒（1935年：津市に移管・津市立励精商業学校に転換）

## 高等女学校

### 公立
- 私立三重女学校（1887年）⇒ 私立津市女学校 ⇒ 三重県立高等女学校（1901年）⇒ 三重県立津高等女学校 ⇒《新制・統合》三重県立津高等学校
- 津市立裁縫学校（1904年）⇒ 津市立技芸学校 ⇒ 津市立高等女学校（1925年）⇒《新制・統合》津市立高等学校 ⇒（統合）三重県立津高等学校
- 四日市市立四日市裁縫学校（1899年）⇒ 四日市市立高等女学校（1901年）⇒《新制・統合》三重県立四日市高等学校
- 富州原町立実科高等女学校（1926年）⇒ 四日市市立富州原実科高等女学校 ⇒ 四日市市立富州原高等女学校（1943年）⇒ 四日市市立北高等女学校 ⇒《新制・統合》三重県立四日市高等学校
- 桑名郡立高等女学校（1910年）⇒ 三重県立桑名高等女学校 ⇒《新制・統合》三重県立桑名高等学校
- 桑名町立桑名実業女学校（1924年）⇒ 桑名市立高等女学校（1943年）⇒《新制・統合》三重県立桑名高等学校
- 私立淑徳学舎（1897年）⇒ 山田町立淑徳女学校 ⇒ 宇治山田市立実科高等女学校 ⇒ 宇治山田市立高等女学校（1915年）⇒ 三重県宇治山田高等女学校 ⇒《新制・統合》三重県立宇治山田高等学校
- 飯南郡立飯南女学校（1910年）⇒ 飯南郡立実科高等女学校 ⇒ 飯南郡立高等女学校（1918年）⇒ 松阪町外25か村組合立飯南高等女学校 ⇒ 三重県立飯南高等女学校 ⇒《新制・統合》三重県松阪南高等学校 ⇒（統合）三重県立松阪高等学校
- 松阪町立実科高等女学校（1936年）⇒ 松阪市立高等女学校（1942年）⇒《新制・統合》三重県立松坂北高等学校 ⇒（1949年：統合）三重県立松阪高等学校
- 阿山郡立女子技芸学校（1909年）⇒ 阿山郡立伊賀実科高等女学校 ⇒ 阿山郡立高等女学校（1918年）⇒ 三重県立阿山高等女学校 ⇒《新制・統合》三重県上野北高等学校 ⇒（1949年：統合）三重県上野高等学校 ⇒ 三重県立上野高等学校（1955年）
- 上野町立実科女学校（1923年）⇒ 上野市立実科高等女学校 ⇒ 上野市立高等女学校（1943年）⇒《新制・統合》三重県上野南高等学校 ⇒（1949年：統合）三重県上野高等学校 ⇒ 三重県立上野高等学校（1955年）
- 南牟婁郡立女子技芸学校（1906年）⇒ 南牟婁郡立実科高等女学校 ⇒ 南牟婁郡立技芸学校 ⇒ 南牟婁郡立高等女学校（1920年）⇒ 三重県立南牟婁高等女学校 ⇒《新制・統合》三重県立木本高等学校
- 白子町外21か村組合立高等女学校（1920年）⇒ 三重県立河芸高等女学校 ⇒《新制・統合》三重県神戸高等学校白子部 ⇒ 三重県鈴鹿高等学校白子部 ⇒（独立）三重県白子高等学校 ⇒ 三重県立白子高等学校（1955年）
- 神戸町立実科高等女学校（1925年）⇒ 鈴鹿市立実科高等女学校 ⇒ 鈴鹿市立高等女学校（1943年）⇒《新制・統合》三重県立神戸高等学校
- 私立鐸鳴女学校（1905年）⇒ 鈴鹿郡立鈴鹿高等女学校（1921年）⇒ 亀山町外18ヵ町村組合立鈴鹿高等女学校 ⇒ 三重県立鈴鹿高等女学校 ⇒（1933～1943年：三重県女子師範学校を併設）⇒《新制・統合》三重県亀山高等学校 ⇒ 三重県立亀山高等学校（1955年）
- 三重県立尾鷲高等女学校（1922年）⇒《新制・統合》三重県立尾鷲高等学校
- 名張町立実科高等女学校（1922年）⇒ 三重県立名張高等女学校（1927年）⇒《新制・統合》三重県名張高等学校 ⇒ 三重県立名張高等学校（1955年）
- 鳥羽町立女子技芸学校（1911年）⇒ 鳥羽技芸女学校 ⇒ 鳥羽実科高等女学校 ⇒ 鳥羽高等女学校（1943年）⇒《新制》三重県鳥羽高等学校（鳥羽町立）⇒（統合）三重県志摩高等学校鳥羽校舎 ⇒（独立）三重県鳥羽高等学校（三重県立）⇒ 三重県立鳥羽高等学校（1955年）

## 実業学校

### 官立
- （内務省所管）神宮皇學館普通科 ⇒ 神宮皇學館の大学昇格に伴い廃止
- 東海商船学校 ⇒ 鳥羽町立鳥羽商船学校 ⇒ 三重県立鳥羽商船学校 ⇒ （運輸省所管）鳥羽商船学校 ⇒《新制》国立鳥羽商船高等学校 ⇒ 国立鳥羽商船高等専門学校

### 公立

#### 員弁
- 三重県立員弁農学校（1922年）⇒ 三重県立員弁実業学校 ⇒ 三重県立員弁実業女学校（1933年）⇒《新制》三重県員弁高等学校 ⇒ 三重県立員弁高等学校 ⇒ 三重県立いなべ総合学園高等学校（2001年）

#### 三重
- 四日市商業学校（1896年：私立）⇒ 四日市町立四日市商業学校 ⇒ 四日市市立四日市商業学校 ⇒ 三重県立四日市商業学校 ⇒《新制・統合》三重県四日市実業高等学校 ⇒（統合）三重県四日市高等学校富田校舎 ⇒（1950年：分立）三重県四日市商業高等学校 ⇒ 三重県立四日市商業高等学校（1955年）
- 四日市市立商工補習学校（1922年）⇒ 四日市市立商工専修学校 ⇒ 四日市市立商工学校 ⇒（1948年：県立移管）三重県立四日市商工学校 ⇒《新制・統合》三重県立四日市実業高等学校 ⇒（統合）三重県四日市高等学校浜田部校舎 ⇒（1950年：分立）三重県四日市工業高等学校 ⇒ 三重県立四日市工業高等学校（1955年）
- 鈴鹿農学校（1912年：鈴鹿郡亀山町）、三重農学校（1915年：三重郡神前村）⇒（1929年：両校を統合、三重郡河原田村へ移転） 三重県立河原田農学校 ⇒《新制》三重県立河原田高等学校 ⇒（統合）三重県立四日市高等学校河原田部 ⇒（分立）三重県立河原田高等学校 ⇒ 三重県立四日市農芸高等学校（1955年）

#### 鈴鹿・河芸
- 私立亀山公民学校（1930年）⇒ 亀山町立亀山実業公民学校 ⇒ 亀山町立実業学校 ⇒《新制・統合》三重県亀山高等学校 ⇒ 三重県立亀山高等学校（1955年）
- 白子町立工業徒弟学校（1902年）⇒ 白子町立工業学校（1926年）⇒ 鈴鹿市立工業学校（1943年）⇒《新制・統合》三重県立神戸高等学校

#### 安濃・津
- 津市立工芸学校（1917年）⇒ 津市立工業学校 ⇒ 三重県立津工業学校 ⇒《新制》三重県津工業高等学校 ⇒ 三重県久居高等学校東校 ⇒ 三重県久居工業高等学校 ⇒ 三重県津工業高等学校 ⇒ 三重県立津工業高等学校（1955年）
- 三重県励精中学校（1921：私立）⇒ 津市立励精商業学校（1935年）⇒《新制・統合》津市高等学校 ⇒（統合）三重県津高等学校 ⇒（1951年：再発足）三重県津実業高等学校 ⇒（1954年：商業科が分離独立）三重県津商業高等学校 ⇒ 三重県立津商業高等学校（1955年）

#### 一志
- 三重県立農林学校（1904年）⇒《新制・統合》三重県立久居高等学校 ⇒ 三重県立久居農林高等学校（1955年）
- 三重県立一志実業女学校（1921年）⇒《新制・統合》三重県立久居高等学校 ⇒ 三重県立久居農林高等学校

#### 飯南
- 三重県立工業学校（1902年）⇒ 三重県立松阪工業学校 ⇒《新制》三重県松阪北高等学校 ⇒ 三重県松阪工業高等学校 ⇒ 三重県立松阪工業高等学校（1955年）
- 三重県立松阪商業学校（1920年）⇒《新制》三重県松阪北高等学校 ⇒ 三重県松阪商業高等学校 ⇒ 三重県立松阪商業高等学校（1955年）

#### 多気
- 相可村外三ヶ村組合農業学校（1907年：多気郡相可村）⇒ 三重県立多気実業学校 ⇒《新制》三重県相可高等学校 ⇒ 三重県立相可高等学校（1955年）

#### 度会
- 三重県勧業試験場（1879年：度会郡小俣村）⇒ 明野高等養蚕伝習所 ⇒ 三重県立養蚕学校 ⇒ 三重県立明野養蚕学校 ⇒《新制・統合》三重県明野高等学校 ⇒ 三重県山田高等学校明野校舎 ⇒ 三重県明野高等学校 ⇒ 三重県立明野高等学校（1955年）
  - 度会郡立農林学校（1920年）⇒ 三重県立度会農学校 ⇒ 三重県立田丸実業女学校 ⇒（三重県立明野養蚕学校と統合、三重県明野高等学校へ）
- 宇治山田市立商業補習学校（1908年）⇒ 三重県宇治山田商業学校 ⇒（1934年：県立移管）⇒《新制・宇治山田市立工業学校、宇治山田市立女子商業学校と統合》三重県宇治山田実業高等学校 ⇒（1949年：統合）三重県山田高等学校高倉校舎 ⇒（分立）三重県宇治山田商工高等学校 ⇒ 三重県立宇治山田商工高等学校 ⇒（1958年：分離）三重県立宇治山田商業高等学校
- 宇治山田市立実務女学校（1942年）⇒ 宇治山田市立女子商業学校 ⇒《新制・統合》三重県宇治山田実業高等学校
- 大湊町立大湊工業補習学校（1896年：度会郡大湊町）⇒ 大湊造船徒弟学校 ⇒ 町立大湊造船徒弟学校 ⇒ 大湊町立造船徒弟学校 ⇒ 大湊町立工業学校 ⇒ 宇治山田市立大湊工業学校 ⇒ 宇治山田市立工業学校 ⇒《新制・統合》三重県宇治山田実業高等学校 ⇒（1949年：統合）三重県山田高等学校河崎校舎 ⇒（分立）三重県宇治山田商工高等学校 ⇒ 三重県立宇治山田商工高等学校 ⇒（1958年：分離）三重県立伊勢工業高等学校

#### 阿山・名賀
- 三重県立上野商業学校（1933年）⇒《新制・統合》三重県上野南高等学校 ⇒ 三重県立上野高等学校南校舎 ⇒ 三重県立上野商工高等学校 ⇒（1964年：分離）三重県立上野商業高等学校 ⇒（2009年：統合）三重県立伊賀白鳳高等学校
- 三重県立上野工業学校（1944年）⇒《新制・統合》三重県上野商工高等学校 ⇒ 三重県立上野商工高等学校 ⇒（1964年：分離）三重県立上野工業高等学校 ⇒（2009年：統合）三重県立伊賀白鳳高等学校
- 組合立阿山高等公民学校（1928年）⇒ 上野市立高等公民学校 ⇒ 上野市立農学校 ⇒《新制・統合》三重県上野南高等学校 ⇒（統合）三重県上野高等学校 ⇒（1973年：農業科が分離、三重県立名張高等学校農業科を併合）三重県立上野農業高等学校 ⇒（2009年：統合）三重県立伊賀白鳳高等学校

- 名賀郡立名賀農学校（1916年）⇒ 三重県立名賀農学校 ⇒《新制・統合》三重県名張高等学校 ⇒ 三重県立名張高等学校 ⇒（1973年：農業科を分離併合）三重県立上野農業高等学校 ⇒（2009年：統合）三重県立伊賀白鳳高等学校

#### 志摩
- 和具村外三ケ村学校組合立崎島水産補習学校（1902年）⇒ 三重県志摩郡立水産学校 ⇒ 三重県立志摩水産学校 ⇒《新制》三重県水産高等学校 ⇒ 三重県立水産高等学校（1955年）